# Francis Sears (Physiker)
Francis Weston Sears (* 1. Oktober 1898; † 12. November 1975) war ein US-amerikanischer Physiker.
Nach dem Ersten Weltkrieg holte man Sears als Prof. der Physik nach Cambridge (Massachusetts), an das Massachusetts Institute of Technology (MIT). Nach 35 Jahren wechselte Sears 1956 an das Dartmouth College in Hanover, New Hampshire.
Die Optical Society of America ernannte Sears zum „Fellow“ und außerdem war er auch noch sehr aktives Mitglied der American Association of Physics Teachers.
Kurz nach seinem 77. Geburtstag starb Francis Sears am 12. November 1975.
Nach ihm benannt ist der Debye-Sears-Effekt.

## Werke (Auswahl)
- College physics. 7. Aufl. Addison-Wesley, Reading, Mass. 1991, ISBN 0-201-17285-2 (zusammen mit Hugh D. Young).
- Electricity and magnetism. Addison-Wesley, Reading, Mass. 1979.
- Optics. Addison-Wesley, Reading, Mass. 1975.
- Thermodynamics. Kinetic theory and statistical thermodynamics. Addison-Wesley, Reading, Mass. 1986, ISBN 0-201-06894-X (früherer Titel An introductiuon of thermodynamics).

## Auszeichnungen
- 1961: Oersted Medal der American Association of Physics Teachers